# Grand Prix Hassan II 2000 - Qualificazioni singolare
Le qualificazioni del singolare  del Grand Prix Hassan II 2000 sono state un torneo di tennis preliminare per accedere alla fase finale della manifestazione. I vincitori dell'ultimo turno sono entrati di diritto nel tabellone principale. In caso di ritiro di uno o più giocatori aventi diritto a questi sono subentrati i lucky loser, ossia i giocatori che hanno perso nell'ultimo turno ma che avevano una classifica più alta rispetto agli altri partecipanti che avevano comunque perso nel turno finale.
Le qualificazioni del torneo Grand Prix Hassan II 2000 prevedevano 32 partecipanti di cui 4 sono entrati nel tabellone principale.

## Teste di serie
1. Michel Kratochvil (ultimo turno)
2. Emilio Benfele Álvarez (primo turno)
3. Harel Levy (primo turno)
4. Lars Burgsmüller (primo turno)

1. Cristiano Caratti (secondo turno)
2. Oliver Gross (primo turno)
3. Michaël Llodra (primo turno)
4. Herbert Wiltschnig (Qualificato)

## Qualificati
1. Michail Južnyj
2. Herbert Wiltschnig

1. Reginald Willems
2. Nicolas Coutelot

## Tabellone

### Legenda
| - Q = Qualificato - WC = Wild card - LL = Lucky loser | - ALT = Alternate - SE = Special Exempt - PR = Protected Ranking | - w/o = Walkover - r = Ritirato - d = Squalificato |

### Sezione 1
|  | Primo turno     | Primo turno       | Primo turno     | Primo turno | Primo turno |  |  | Secondo turno  | Secondo turno     | Secondo turno  | Secondo turno  | Secondo turno |   |   | Ultimo turno | Ultimo turno      | Ultimo turno | Ultimo turno | Ultimo turno |  |
|  |                 |                   |                 |             |             |  |  |                |                   |                |                |               |   |   |              |                   |              |              |              |  |
|  | 1               | Michel Kratochvil | 6               | 4           | 6           |  |  |                |                   |                |                |               |   |   |              |                   |              |              |              |  |
|  |                 | Albert Montañés   | 1               | 6           | 2           |  |  | 1              | Michel Kratochvil | 6              | 3              | 6             |   |   |              |                   |              |              |              |  |
|  | Thomas Dupre    | Thomas Dupre      | Thomas Dupre    | 6           | 6           |  |  |                | Thomas Dupre      | 4              | 6              | 2             |   |   |              |                   |              |              |              |  |
|  | Werner Eschauer | Werner Eschauer   | Werner Eschauer | 4           | 1           |  |  |                |                   |                |                |               |   |   | 1            | Michel Kratochvil | 7            | 1            | 3            |  |
|  | Gianluca Luddi  | Gianluca Luddi    | 0               | 6           | 7           |  |  |                |                   |                | Michail Južnyj | 64            | 6 | 6 |              |                   |              |              |              |  |
|  | Solon Peppas    | Solon Peppas      | 6               | 4           | 6(1)        |  |  | Gianluca Luddi | Gianluca Luddi    | Gianluca Luddi | 4              | 0             |   |   |              |                   |              |              |              |  |
|  |                 | Michail Južnyj    | Michail Južnyj  | 6           | 6           |  |  | Michail Južnyj | Michail Južnyj    | Michail Južnyj | 6              | 6             |   |   |              |                   |              |              |              |  |
|  | 7               | Michaël Llodra    | Michaël Llodra  | 3           | 2           |  |  |                |                   |                |                |               |   |   |              |                   |              |              |              |  |

### Sezione 2
|  | Primo turno       | Primo turno                | Primo turno            | Primo turno | Primo turno |  |  | Secondo turno              | Secondo turno              | Secondo turno              | Secondo turno      | Secondo turno      |   |   | Ultimo turno | Ultimo turno     | Ultimo turno     | Ultimo turno | Ultimo turno |  |
|  |                   |                            |                        |             |             |  |  |                            |                            |                            |                    |                    |   |   |              |                  |                  |              |              |  |
|  |                   | Salvador Navarro-Gutierrez | 2                      | 6           | 6           |  |  |                            |                            |                            |                    |                    |   |   |              |                  |                  |              |              |  |
|  | 2                 | Emilio Benfele Álvarez     | 6                      | 4           | 1           |  |  | Salvador Navarro-Gutierrez | Salvador Navarro-Gutierrez | Salvador Navarro-Gutierrez | 1                  | 3                  |   |   |              |                  |                  |              |              |  |
|  | Wolfgang Schranz  | Wolfgang Schranz           | Wolfgang Schranz       | 6           | 3           |  |  | Wolfgang Schranz           | Wolfgang Schranz           | Wolfgang Schranz           | 6                  | 6                  |   |   |              |                  |                  |              |              |  |
|  | Ivo Heuberger     | Ivo Heuberger              | Ivo Heuberger          | 1           | 1r          |  |  |                            |                            |                            |                    |                    |   |   |              | Wolfgang Schranz | Wolfgang Schranz | 65           | 2            |  |
|  | Rodolphe Cadart   | Rodolphe Cadart            | Rodolphe Cadart        | 7           | 7           |  |  |                            |                            | 8                          | Herbert Wiltschnig | Herbert Wiltschnig | 7 | 6 |              |                  |                  |              |              |  |
|  | Vasilīs Mazarakīs | Vasilīs Mazarakīs          | Vasilīs Mazarakīs      | 5           | 63          |  |  |                            | Rodolphe Cadart            | Rodolphe Cadart            | 4                  | 1                  |   |   |              |                  |                  |              |              |  |
|  | 8                 | Herbert Wiltschnig         | Herbert Wiltschnig     | 6           | 6           |  |  | 8                          | Herbert Wiltschnig         | Herbert Wiltschnig         | 6                  | 6                  |   |   |              |                  |                  |              |              |  |
|  |                   | Jean-François Bachelot     | Jean-François Bachelot | 1           | 3           |  |  |                            |                            |                            |                    |                    |   |   |              |                  |                  |              |              |  |

### Sezione 3
|  | Primo turno           | Primo turno           | Primo turno          | Primo turno | Primo turno |  |  | Secondo turno         | Secondo turno         | Secondo turno     | Secondo turno    | Secondo turno    |   |   | Ultimo turno          | Ultimo turno          | Ultimo turno          | Ultimo turno | Ultimo turno |  |
|  |                       |                       |                      |             |             |  |  |                       |                       |                   |                  |                  |   |   |                       |                       |                       |              |              |  |
|  |                       | Marco Meneschincheri  | Marco Meneschincheri | 6           | 7           |  |  |                       |                       |                   |                  |                  |   |   |                       |                       |                       |              |              |  |
|  | 3                     | Harel Levy            | Harel Levy           | 4           | 65          |  |  | Marco Meneschincheri  | Marco Meneschincheri  | 1                 | 6                | 1                |   |   |                       |                       |                       |              |              |  |
|  | Rubén Ramírez Hidalgo | Rubén Ramírez Hidalgo | 65                   | 6           | 6           |  |  | Rubén Ramírez Hidalgo | Rubén Ramírez Hidalgo | 6                 | 1                | 6                |   |   |                       |                       |                       |              |              |  |
|  | Irakli Labadze        | Irakli Labadze        | 7                    | 3           | 4           |  |  |                       |                       |                   |                  |                  |   |   | Rubén Ramírez Hidalgo | Rubén Ramírez Hidalgo | Rubén Ramírez Hidalgo | 3            | 1            |  |
|  | Reginald Willems      | Reginald Willems      | Reginald Willems     | 6           | 6           |  |  |                       |                       | Reginald Willems  | Reginald Willems | Reginald Willems | 6 | 6 |                       |                       |                       |              |              |  |
|  | Mohamed Dakki         | Mohamed Dakki         | Mohamed Dakki        | 2           | 0           |  |  |                       | Reginald Willems      | Reginald Willems  | 7                | 6                |   |   |                       |                       |                       |              |              |  |
|  | 5                     | Cristiano Caratti     | Cristiano Caratti    | 6           | 7           |  |  | 5                     | Cristiano Caratti     | Cristiano Caratti | 5                | 1                |   |   |                       |                       |                       |              |              |  |
|  |                       | Ouassel Hared         | Ouassel Hared        | 4           | 65          |  |  |                       |                       |                   |                  |                  |   |   |                       |                       |                       |              |              |  |

### Sezione 4
|  | Primo turno            | Primo turno            | Primo turno            | Primo turno | Primo turno |  |  | Secondo turno    | Secondo turno    | Secondo turno    | Secondo turno    | Secondo turno    |   |   | Ultimo turno     | Ultimo turno     | Ultimo turno     | Ultimo turno | Ultimo turno |  |
|  |                        |                        |                        |             |             |  |  |                  |                  |                  |                  |                  |   |   |                  |                  |                  |              |              |  |
|  |                        | Talal Ouahabi          | Talal Ouahabi          | 6           | 7           |  |  |                  |                  |                  |                  |                  |   |   |                  |                  |                  |              |              |  |
|  | 4                      | Lars Burgsmüller       | Lars Burgsmüller       | 4           | 64          |  |  | Talal Ouahabi    | Talal Ouahabi    | Talal Ouahabi    | 0                | 4                |   |   |                  |                  |                  |              |              |  |
|  | Nicolas Coutelot       | Nicolas Coutelot       | Nicolas Coutelot       | 6           | 6           |  |  | Nicolas Coutelot | Nicolas Coutelot | Nicolas Coutelot | 6                | 6                |   |   |                  |                  |                  |              |              |  |
|  | David Caballero Garcia | David Caballero Garcia | David Caballero Garcia | 4           | 2           |  |  |                  |                  |                  |                  |                  |   |   | Nicolas Coutelot | Nicolas Coutelot | Nicolas Coutelot | 6            | 6            |  |
|  | Noam Behr              | Noam Behr              | 4                      | 6           | 6           |  |  |                  |                  | Filippo Volandri | Filippo Volandri | Filippo Volandri | 4 | 1 |                  |                  |                  |              |              |  |
|  | Larbi Rharnit          | Larbi Rharnit          | 6                      | 0           | 1           |  |  | Noam Behr        | Noam Behr        | 6                | 3                | 0                |   |   |                  |                  |                  |              |              |  |
|  |                        | Filippo Volandri       | 6                      | 64          | 6           |  |  | Filippo Volandri | Filippo Volandri | 2                | 6                | 6                |   |   |                  |                  |                  |              |              |  |
|  | 6                      | Oliver Gross           | 3                      | 7           | 3           |  |  |                  |                  |                  |                  |                  |   |   |                  |                  |                  |              |              |  |